# Rhodinicola laticauda
Rhodinicola laticauda is een eenoogkreeftjessoort uit de familie van de Clausiidae. De wetenschappelijke naam van de soort is voor het eerst geldig gepubliceerd in 2003 door Ho & Kim I.H..